# Муртен, Март Мартович
Март Мартович Муртен вариант написания фамилии Муртэн (эст. Mart Murten; 1875 —?) — агроном, член Государственной думы II созыва от Эстляндской губернии.

## Биография
По национальности эстонец. Принадлежал к евангелическо-лютеранскому вероисповеданию. Из крестьян села Стенгузен Мерьямского прихода Луйстской волости Гапсальского уезда Эстляндской губернии. Выпускник уездного училища. Имел специальность агронома.  Владел земельным наделом  47 десятин. На нём занимался сельским хозяйством. На момент избрания в Думу в партиях не состоял. Но выделялся среди крестьянских выборщиков своим умом и образованностью, он также не скрывал, что сочувствует социалистам.
6 февраля 1907 года избран во Государственную думу II созыва от съезда уполномоченных от волостей Эстляндской губернии. Вошёл в Социал-демократическую фракцию, был близок к её большевистскому крылу. Состоял в Аграрной комиссии.
Дальнейшая судьба и дата смерти неизвестны.